# Lycogrammoides schmidti
Lycogrammoides schmidti is een straalvinnige vissensoort uit de familie van puitalen (Zoarcidae). De wetenschappelijke naam van de soort is voor het eerst geldig gepubliceerd in 1929 door Soldatov & Lindberg.